# Coenotes eremophilae
Coenotes eremophilae är en fjärilsart som beskrevs av Lucas 1891. Coenotes eremophilae ingår i släktet Coenotes och familjen svärmare. Inga underarter finns listade i Catalogue of Life.